# Coccomyces bipartitus
Coccomyces bipartitus är en svampart som först beskrevs av Calvin Henry Kauffman, och fick sitt nu gällande namn av Sherwood 1980. Coccomyces bipartitus ingår i släktet Coccomyces och familjen Rhytismataceae.   Inga underarter finns listade i Catalogue of Life.